# Визовая политика Ирака

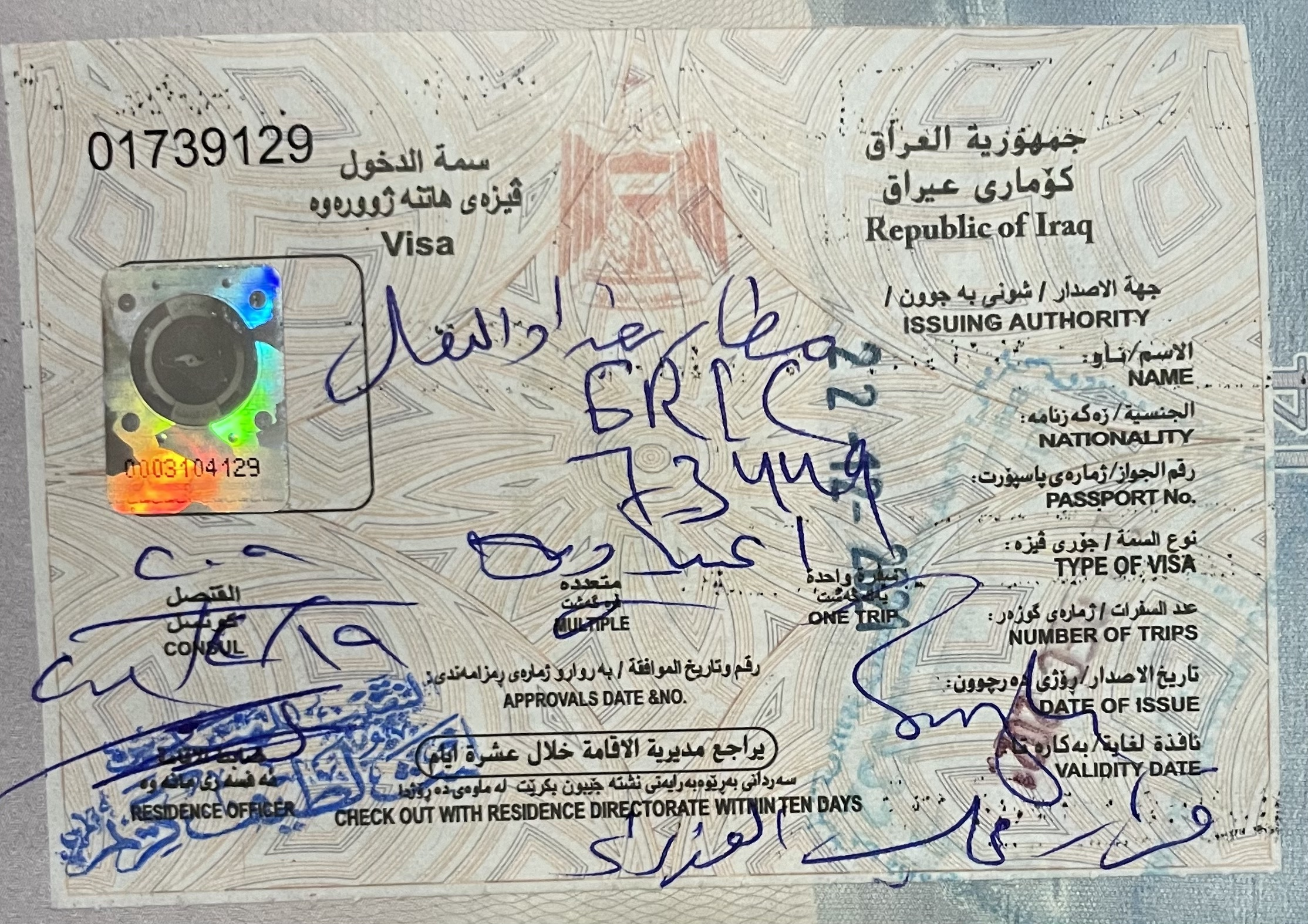
Образец иракской визы по прибытии

Визовая политика Ирака состоит из требований, предъявляемых к иностранным гражданам для поездок в Республику Ирак, въезда в данную страну и пребывания в ней. В соответствии с иракским законодательством, гражданам большинства стран для посещения Ирака требуется виза, если они не являются гражданами стран, для которых выдаётся виза по прибытии.
15 марта 2021 года правительство Ирака отменило требования о предварительном получении визы для граждан из 37 стран, разрешив гражданам этих стран подавать заявления на получение визы по прибытии на утверждённых наземных, морских и воздушных пограничных переходах.

## Карта визовой политики

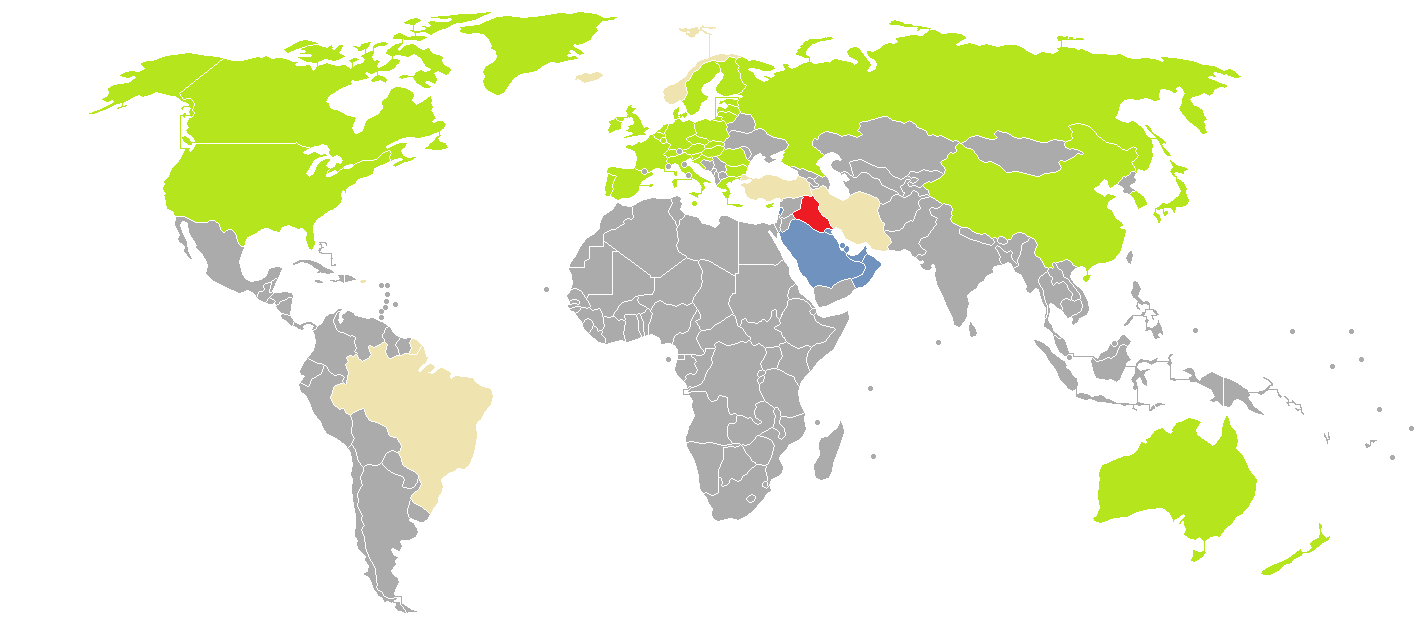
Визовая политика Ирака
Ирак
Виза по прибытии
Виза по прибытии в аэропортах Басры или Наджафа
Безвизовый въезд в Регион Курдистан (30 дней)
Требуется получение визы

## Виза по прибытии
Визу по прибытии в Ирак могут получить граждане следующих стран:
- Европейский союз
- США
- Великобритания
- Россия
- Китай
- Япония
- Республика Корея
- Австралия
- Новая Зеландия
- Канада
- Швейцария

Граждане следующих стран могут получить визу по прибытии в Международном аэропорту Эн-Наджаф и Международном аэропорту Басры:
- Бахрейн
- Кувейт
- Ливан
- Оман
- Катар
- Саудовская Аравия
- ОАЭ

## Безвизовый въезд

### Въезд по дипломатическим паспортам
Владельцам дипломатических и служебных паспортов следующих стран разрешается посещать Ирак, не имея визы:
- Китай (30 дней, только для владельцев дипломатических паспортов)
- Иран (30 дней)
- Кувейт (30 дней)
- Ливан (6 месяцев для владельцев дипломатических паспортов, 3 месяца для владельцев служебных паспортов)
- Турция (45 дней)
- Сербия (90 дней)

### Регион Курдистан

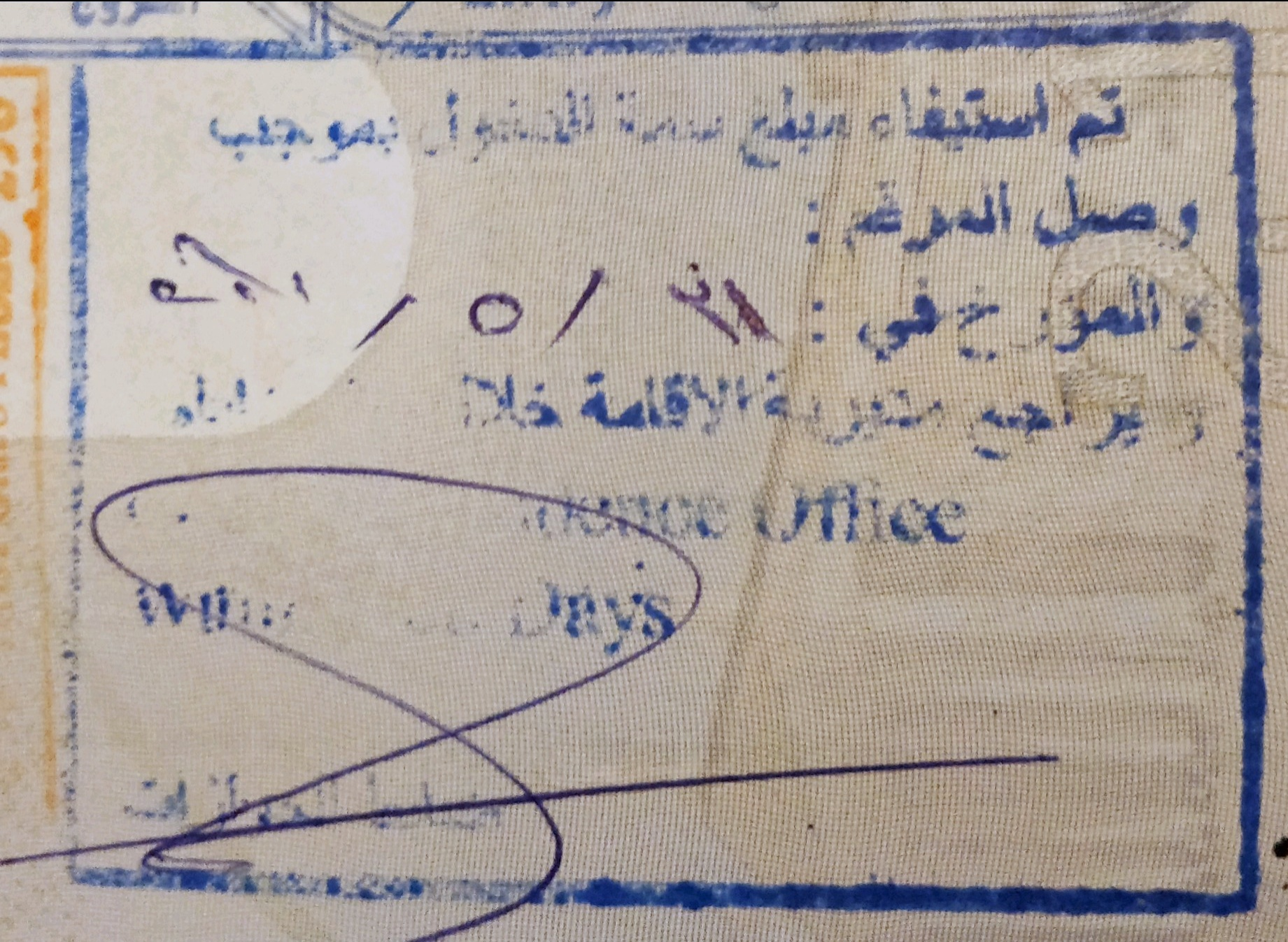
Разрешение на въезд в Регион Курдистан

Посетители Региона Курдистан (Южного Курдистана)  могут получить безвизовый штамп на срок до 30 дней. Путешественникам на автомобиле необходимо оплатить дорожный налог в размере 30 долларов США. При этом, данный визовый штамп недействителен на остальной территории Ирака. Выезд из Региона Курдистан с этим визовым штампом в другой город Ирака может привести к штрафу, депортации посетителя и запрету въезда в Ирак на срок от двух лет и более. Право на безвизовый въезд в Регион Курдистан имеют следующие страны:
- Европейский союз
- США
- Великобритания
- Австралия
- Новая Зеландия
- Бразилия
- Канада
- Иран (15 дней)
- Кувейт
- Ливан
- Норвегия
- Катар
- Турция (15 дней)
- ОАЭ
- Швейцария
- Республика Корея
- Япония

## Запрет на въезд
По данным Международной ассоциации воздушного транспорта, гражданам Бангладеша запрещён въезд в Ирак с 14 августа 2019 года, но при этом разрешён транзит. Гражданам Израиля также запрещено посещать Ирак в целом, за исключением Региона Курдистан.